# Бемельманс, Рубен
Рубен Бемельманс (нидерл. Ruben Bemelmans; родился 14 января 1988 года в Генке, Бельгия) — бельгийский профессиональный теннисист; финалист Кубка Дэвиса (2015, 2017) в составе национальной сборной Бельгии; победитель одного турнира ATP в парном разряде.

## Общая информация
Рубен в теннисе с четырёх лет. Любимые покрытия — хард и трава.

## Спортивная карьера
Первый раз принял участие в турнирах серии ITF Futures в 2005 году. В 2006 году выиграл в данной серии первые парные соревнования, а в 2007 первый одиночный турнир. В 2009 году сумел победить на турнире более старшей серии Challenger в Вольфсбурге. В 2010 году в Загребе дебютировал в основных соревнованиях на турнире ATP. В сентябре того же года впервые вышел во второй раунд турнира ATP в Бангкоке. На этом же турнире во втором раунде он впервые сыграл с первой ракеткой мира Рафаэлем Надалем, которому Рубен проиграл 1-6, 4-6. В феврале 2011 года он второй раз в карьере выиграл Challenger в Вольфсбурге. В июне 2011 года дебютирует в основной сетке на турнире серии Большого шлема Уимблдонском турнире, а через год он дошел здесь до второго раунда. В июле 2012 года совместно с Ксавье Малиссом выиграл парные соревнования на турнире в Лос-Анджелесе.
В сентябре 2015 года Бемельманс победил Жиля Мюллера и Джека носка (в отставке) в третьем раунде US Open, где в трех сетах проиграл швейцарцу Стэну Вавринке. Однако он не смог защитить свой титул в Экентале, уступив в полуфинале Бенджамину Беккеру. Бемельманс также принимал активное участие в бельгийской команде Кубка Дэвиса, которая дошла до финала в этом сезоне и играл во второй игре одиночного разряда, где он был переигран Энди Марреем.
Бемельманс дошёл до 2 финалов Challenger в конце 2016 года в Шарлоттсвилле и Шампейне.
В 2017 году Бемельманс выиграл турнир в Кобленце, а в финале Драммондвилля уступил Денису Шаповалову. Затем он вышел в третий раунд Уимблдона, его лучший результат на турнире, победив бывшую 2 ракетку мира Томми Хааса в первом раунде.
На Открытом чемпионате Франции 2018 года он прошел первый раунд второго подряд Большого шлема, победив в первом круге Юки Бхамбри. Однако он проиграл в пяти сетах во втором раунде эстонцу Юргену Цоппу.
Бельгиец отобрался на Уимблдон 2018, победив Бернарда Томича в финале отборочного тура, затем он победил американца Стива Джонсона в пяти сетах и дошёл до второго раунда шлема в третий раз подряд в 2018 году.

## Рейтинг на конец года
| Год  | Одиночный рейтинг | Парный рейтинг |
| 2018 | 117               | 314            |
| 2017 | 118               | 274            |
| 2016 | 167               | 333            |
| 2015 | 108               | 163            |
| 2014 | 176               | 163            |
| 2013 | 148               | 361            |
| 2012 | 111               | 151            |
| 2011 | 160               | 263            |
| 2010 | 178               | 236            |
| 2009 | 184               | 302            |
| 2008 | 265               | 276            |
| 2007 | 415               | 578            |
| 2006 | 1 281             | 1 089          |
| 2005 |                   | 1 349          |

## Выступления на турнирах

### Финалы турнировATPв парном разряде (1)

#### Победы (1)
| Титулы                     |
| -------------------------- |
| Турниры Большого Шлема (0) |
| Финал Мирового тура (0)    |
| ATP Masters 1000 (0)       |
| ATP 500 (0)                |
| ATP 250 (0+1)              |

| Титулы по покрытиям | Титулы по месту проведения матчей турнира |
| ------------------- | ----------------------------------------- |
| Хард (0+1)          | Зал (0)                                   |
| Грунт (0)           | Зал (0)                                   |
| Трава (0)           | Открытый воздух (0+1)                     |
| Ковёр (0)           | Открытый воздух (0+1)                     |

| №  | Дата         | Турнир            | Покрытие | Партнёр       | Соперники в финале          | Счёт              |
| 1. | 29 июля 2012 | Лос-Анджелес, США | Хард     | Ксавье Малисс | Джейми Дельгадо Кен Скупски | 7-6(5) 4-6 [10-7] |

### Финалы командных турниров (3)

#### Поражения (3)
| №  | Год  | Турнир        | Команда                                            | Соперник в финале                               | Счёт |
| 1. | 2011 | Кубок Хопмана | Бельгия · Ж.Энен, Р.Бемельманс                     | США · Б.Маттек-Сандс, Дж. Изнер                 | 1-2  |
| 1. | 2015 | Кубок Дэвиса  | Бельгия Д.Гоффен, Р.Бемельманс, С.Дарси            | Великобритания К.Эдмунд, Э.Маррей, Дж. Маррей   | 1-3  |
| 3. | 2017 | Кубок Дэвиса  | Бельгия Р.Бемельманс, Д.Гоффен, С.Дарси, Й.де Лоре | Франция Р.Гаске, Л.Пуй, Ж.-В.Тсонга, П.-Ю.Эрбер | 2-3  |